# شاه‌کرم
شاه‌کرم (ترکی آذربایجانی: Şəkərəm) یک منطقه مسکونی در جمهوری آرتساخ است که در استان شاهومیان واقع شده است.